# Даорси
Даорси или Дуерси, Даорсеји (грч. Δαορσών) били су илирско племе које је настањавало подручја јужне и централне Херцеговине у долини реке Неретве. 
Њихов главни град био је Даорсон. Руине овог града налазе се у близи Стоца. Чиниле су га три целине од којих је централна била тврђава акропола која је била опасана »киклопским« зидинама од огромних камених блокова (сличан онима у Микени у Грчкој). У њој су били смештени сви важнији управни, јавни и верски објекти. Одбрамбени зид који се пружа од југозапада према североистоку био је дуг 65 м, широк 4,2 м, а висок између 4,5 и 7,5 метара, имао је врата и торњеве на оба краја.
Даорси су били у сталним трговачким везама с Грцима, па су од њих преузели грчки језик и писмо. Пронађени су многобројни археолошки остаци фине керамике и амфора за вино, те бронзана кацига украшена низом ликова из грчке митологије. У једном објекту пронађена је коваоница новца и одређена количина новчића са натписом имена града, што значи да је град имао политичку нанезависност, али и развијен културу и трговину са другим градовима и народима.